# Undo

Pulsanti della barra strumenti per GNOME
Annulla / Undo
Ripristina / Redo

L'Undo o Annulla è, in informatica, una funzionalità proposta dalla maggior parte dei software moderni, che permette all'utente di annullare le ultime azioni che ha effettuato, generalmente su un documento, per farlo ritornare a uno stato precedente del lavoro.
Questa funzionalità esiste anche nel wiki.
La cancellazione è spesso associata al ripristino (redo), cioè il comando inverso, che consente di annullare la cancellazione, e ritornare a uno stato precedente.

## Accesso alla funzione
I comandi di Annulla/Undo e Ripristina/Redo sono in genere accessibili all'interno della voce del menu «Modifica»; la loro descrizione spesso include il nome dell'azione che verrà annullata o ripristinata. A volte c'è anche un comando che permette di accedere a uno storico degli annulli, vale a dire a una lista delle ultime modifiche compiute, l'utente può allora scegliere lo stato al quale desidera ritornare.
Alcune azioni non possono essere annullate, tanto che quando sono state compiute, la voce del menu di Undo appare sfumata. Lo stesso quando l'utente tenta di annullare un'azione troppo vecchia in quanto c'è un numero limite di azioni che sono registrate per il possibile annullamento.
Esistono altresì differenti scorciatoie da tastiera che consentono l'Undo o il Ripristino rapido:
| Operazione      | Microsoft Windows | Mac OS  | KDE / GNOME |
| --------------- | ----------------- | ------- | ----------- |
| Annullo/Undo    | Ctrl+Z            | ⌘+Z     | Ctrl+Z      |
| Ripristino/Redo | Ctrl+Y            | ⌘+Maj+Z | Ctrl+Maj+Z  |

Infine, esistono spesso nella barra degli strumenti dei pulsanti che permettono di effettuare queste azioni; sono rappresentati da simboli a forma di arco di cerchio, abitualmente diretti in senso antiorario per l'Undo e in senso orario per il Ripristino. Un messaggio può eventualmente indicare il nome dell'azione che sarà annullata o ripristinata.